# Gina Crawford
Pour les articles homonymes, voir Crawford.
Gina Crawford née Ferguson le 20 novembre 1980 à Christchurch en Nouvelle-Zélande, est une triathlète néo-zélandaise. 

## Birographie
Gina Crawford devient professionnelle  en 2006, elle effectue son premier Ironman en 2007 en Nouvelle-Zélande et finit à la 5e place en 10 h 9 min 32 s.

## Palmarès
Le tableau présente les résultats les plus significatifs (podium) obtenus sur le circuit international de triathlon depuis 2006.
| Année | Compétition                    | Pays             | Position          | Temps           |
| ----- | ------------------------------ | ---------------- | ----------------- | --------------- |
| 2015  | Ironman 70.3 Taiwan            | Taïwan           | Médaille d'or     | 4 h 5 min 37 s  |
| 2015  | Challenge Wanaka               | Nouvelle-Zélande | Médaille d'or     | 9 h 31 min 51 s |
| 2015  | Ironman Cairns                 | Australie        | Médaille d'argent | 9 h 20 min 56 s |
| 2015  | Ironman 70.3 Bintan            | Indonésie        | Médaille d'or     | 4 h 25 min 20 s |
| 2014  | Ironman 70.3 Pays d'Aix        | France           |                   | 4 h 30 min 30 s |
| 2014  | Ironman Allemagne              | Allemagne        |                   | 8 h 58 min 6 s  |
| 2013  | Challenge Wanaka               | Nouvelle-Zélande |                   | 9 h 24 min 31 s |
| 2013  | Ironman 70.3 Sunshine Coast    | Australie        |                   | 4 h 23 min 18 s |
| 2012  | Challenge Wanaka               | Nouvelle-Zélande |                   | 9 h 44 min 6 s  |
| 2012  | Challenge Henley-on-Thames     | Royaume-Uni      |                   | 9 h 8 min 5 s   |
| 2012  | Ironman 70.3 Yeppoon           | Australie        |                   | 4 h 23 min 6 s  |
| 2012  | Ironman 70.3 Salzbourg         | Autriche         |                   | 4 h 13 min 24 s |
| 2012  | Challenge Walchsee-Kaiserwinkl | Autriche         |                   | 4 h 20 min 8 s  |
| 2012  | Ironman France                 | France           |                   | 9 h 26 min 25 s |
| 2010  | Challenge Wanaka               | Nouvelle-Zélande |                   | 9 h 28 min 56 s |
| 2010  | Ironman Wisconsin              | États-Unis       |                   | 9 h 27 min 26 s |
| 2009  | Challenge Wanaka               | Nouvelle-Zélande |                   | 9 h 28 min 22 s |
| 2009  | Ironman Nouvelle-Zélande       | Nouvelle-Zélande |                   | 9 h 18 min 26 s |
| 2009  | Ironman Western Australie      | Australie        |                   | 9 h 16 min 52 s |
| 2008  | Challenge Wanaka               | Nouvelle-Zélande |                   | 9 h 33 min 46 s |
| 2008  | Ironman Western Australie      | Australie        |                   | 8 h 59 min 24 s |
| 2008  | Challenge Roth                 | Allemagne        |                   | 8 h 57 min 18 s |
| 2007  | Ironman Wisconsin              | États-Unis       |                   | 9 h 37 min 3 s  |
| 2007  | Xterra Nouvelle-Zélande        | Nouvelle-Zélande |                   | Timing          |
| 2006  | Xterra Nouvelle-Zélande        | Nouvelle-Zélande |                   | Timing          |